# 폴리사리오 전선
폴리사리오 전선(The Polisario, Polisario Front, 문화어: 뽈리싸리오 전선)는 모로코로부터 서사하라의 독립을 쟁취하기 위해 활동하는 사흐라위족의 반군 운동이다. 폴리사리오(Polisario)는 스페인어 "Frente Popular de Liberación de Saguía el Hamra y Río de Oro"의 줄임말로 "사귀아 엘 함라(Saguía el Hamra)와 리오 데 오로(Río de Oro)의 해방을 위한 대중 전선"을 의미한다. 폴리사리오는 사회주의 인터내셔널의 구성원이기도 하다.

## 역사

### 기원
1971년 모로코의 대학에 재학 중이던 젊은 사흐라위족 학생들이 "사귀야 엘 함라와 리오 데 오로의 해방을 위한 기반 운동(The Embryonic Movement for the Liberation of Saguia el-Hamra and Rio de Oro)"을 구성하였다. 이들은 모로코와 알제리 등지에서 활동하며 서사하라의 독립에 대한 아랍 세계의 지지를 얻으려 했으나 리비아와 모리타니의 미미한 지지를 얻을 수 있을 뿐이었다. 이후 이 운동은 서사하라로 중심지를 옮겨 스페인령 서사하라에 대한 무장 반군 활동으로 발전했다.
폴리사리오 전선은 1973년 5월 10일 정식으로 결성되었다. 이들은 스페인의 식민통치를 끝내기 위한 방법으로 무력 투쟁을 강조했다. 폴리사리오의 첫 번째 무장 활동은 같은해 5월 20일 스페인의 군사 기지를 공격했던 캉가 습격(Khanga raid)으로, 그곳은 지역의 유목민 부대가 용병(Tropas Nomadas)으로서 동원되어 기지를 지키고 있던 곳이었다.
폴리사리오는 점차적으로 내륙 사막지역의 넓은 영토를 장악하게 되고, 1975년 초 스페인의 용병으로 고용되었던 Tropas Nomadas의 다수가 무기와 함께 투항함으로써 그 세력은 더욱 커져갔다. 이 무렵 폴리사리오 규모는 남녀 800명으로 확대되었고, 넓은 지역 사회의 지지를 받았다.
1975년 이 지역을 방문한 UN 관계자는 서사하라 주민들은 "압도적 여론"으로 독립을 지지하고 있으며 폴리사리오는 이 지역에서 가장 큰 군사적, 정치적 세력"이라고 결론내렸다.

### 스페인의 철수
1975년 여름, 스페인에서 프랑코의 사망과 더불어 그의 군사 독재 체제가 막을 내렸다. 그와 함께 서사하라 지역에 대한 정권 이양 문제가 부각된다. 11월 6일, 모로코 정부는 녹색행군이라는 시위를 조직하여 서사하라에 대한 스페인의 완전한 철수를 압박했다. 이러한 가운데 서사하라 문제를 논의하기 위한 마드리드 협정이 개시되었고 스페인과 모로코, 모리타니가 이에 참여했다.
1976년 체결된 마드리드 협정에 의해 스페인은 서사하라 지역에서 완전히 철수하게 된 한편 모로코는 사귀야 엘 함라를, 모리타니는 리오 데 오로를 양도 받았다. 알제리의 지원을 받고 있던 폴리사리오는 이 협정에 반발해 1976년 2월 27일 사하라 아랍 민주 공화국의 독립을 선언하고 모로코와 모리타니에 대한 게릴라 전쟁을 개시했다. 헤이그의 국제사법재판소가 서사하라에 대한 권고적 의견을 내 놓았지만 각국은 자신들에게 유리하게 이를 해석하였다.
폴리사리오는 게릴라전을 계속하면서 본부를 알제리의 서쪽 지역인 틴두프(Tindouf)로 옮겼다. 이후 2년간 폴리사리오는 사흐라위족 난민들의 유입과 알제리의 재정지원을 받아 규모가 급속도로 커졌다. 몇달 사이에 수천명의 무장 군대가 결성되었으며 낙타는 지프로, 머스킷은 소총으로 대체되었다. 게릴라전 형태의 치고 빠지기식 전술은 서사하라의 모로코와 모리타니 군대를 효율적으로 타격할 수 있었고, 심각한 피해를 입히기도 했다.

### 모리타니의 철수
정규군이 3,000여 명이 불과했던 모리타니의 울드 다다 정권은 서사하라의 게릴라전에 대처할 능력이 없었다. 서사하라 국경 근처에 위치한 주에라트(Zouérat)의 철광산은 모리타니의 중요한 수입원이었으나 폴리사리오 반군들에 의해 계속적으로 파괴되었다. 이로 인해 모리타니는 재정적 어려움을 겪게 되고 사회 혼란이 잇따랐다.
정규군 내에서의 인종 갈등도 모리타니군의 군사력을 악화시켰다. 남부 출신 흑인들은 북부에서 일어난 아랍민족간 분쟁에 자신들이 징집되는 것에 불만을 가졌다. 또한 북부 모리타니의 무어인과 사흐라위족은 지역에서 모로코의 영향력이 강화되는 것을 우려해 종종 폴리사리오에 협조적인 모습을 보이기도 했다.
폴리사리오 부대에 대한 프랑스 공군의 공공연한 공중 폭격이 있었음에도 불구하고 모리타니에서의 게릴라 활동은 줄어들지 않았다. 누악쇼트 공습중에 폴리사리오의 첫 번째 총사령관 엘 올리(El Ouali)가 사망하기도 했지만 폴리사리오의 사기는 꺾이지 않았고 모하메드 압델아지즈(Mohamed Abdelaziz)를 새로운 사령관으로 선출한 뒤에도 쿠데타 활동은 계속되었다.
결국 1978년 모리타니의 다다정권은 정전을 요구하는 일련의 군인들이 주도한 쿠데타로 축출되었고, 폴리사리오와의 즉각적인 휴전이 이루어졌다. 1979년 8월 5일 모리타니의 신정권과 폴리사리오 간의 평화협정이 체결되었는데 그 내용은 서사하라에서 사흐라위족의 권리를 인정하고 모리타니의 영유권을 포기한다는 것이었다. 모리타니는 서사하라에서 모든 군대를 철수시켰고 폴리사리오가 주도하는 사하라 아랍 민주 공화국의 존재를 승인하였는데 이는 향후 모로코와의 불화를 불러일으켰다.
1979년 8월 모로코의 국왕 하산 2세는 모리타니가 영유권을 포기한 서사하라 영토(리오 데 오로)가 모로코에 합병되었다고 선언하였다.

### 모로코 장벽과 전쟁의 고착화

모로코 장벽의 지도, 연노란색 영역은 폴리사리오가 지배하고 있는 지역이다

1980년대 중반 모로코는 폴리사리오 군대의 진입을 차단하기 위해 서서하라 곳곳에 모로코 장벽이라 불리는 거대한 모래 장벽을 쌓는다. 이 장벽은 경제적으로 가치가 있는 서사하라의 주요도시(보 크라, 엘아윤, 스마라 등)들을 둘러싸고 있으며 수만명의 모로코 군이 관리하고 있다.
이러한 조치로 인해 전쟁은 고착화되었으며 어느 쪽도 결정적인 승리를 가져올 수 없었다. 그러나 포격전과 게릴라전은 여전히 계속되었으며 모로코의 정치적, 경제적 상황은 긴장상태가 이어졌다.
현재 폴리사리오는 서서하라 전체 영토의 1/3을 차지하는 모로코 장벽 동부 지역을 통치하고 있으나 이 지역은 사람이 거의 거주하지 않는 불모지로 고갈된 광산 몇 개만이 위치해 있을 뿐 경제적으로 아무런 이득이 없다.

### 휴전과 국민투표
1991년 UN산하에 서사하라의 국민투표와 독립을 논의하기 위한 유엔 서사하라 국민투표 임무단(MINURSO)가 구성되었고 그해 9월 6일 UN 감시하에 모로코와 폴리사리오간의 휴전이 이루어졌다. 하지만 국민투표는 투표권에 대한 양측의 이견으로 중단되었다.
이후 국민투표를 재개하기 위한 많은 노력들이 있었지만 무위로 돌아갔다. 현재도 폴리사리오는 적대행위를 계속하고 있고, "전쟁도 아니고 평화도 아닌" 상태가 이어지고 있다. 사흐라위족 난민들 역시 투쟁을 계속하려는 뜻이 명백하지만 휴전을 주장하는 측의 입장도 존중되고 있다.

## 정치적 이념

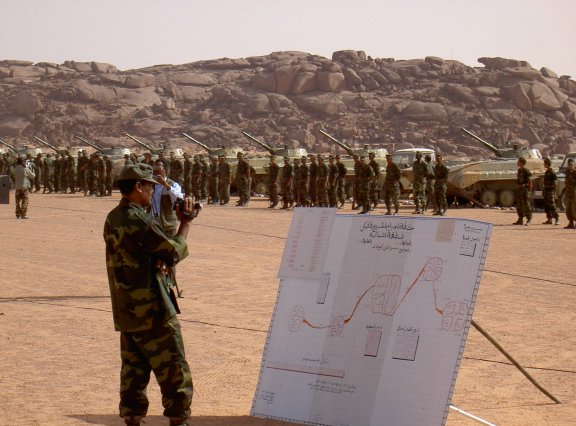
2005년 폴리사리오 군대 열병식

폴리사리오는 서사하라의 독립을 최종 목표로 하는 민족주의자들의 조직이다. 폴리사리오 "전선(front)"은 사흐라위 사회의 모든 정치적 이념을 포괄하므로 특정한 정치적 이념을 가진 정당으로는 볼 수 없다. 실제로 폴리사리오 내부에는 정당제도가 존재하지 않는다. 하지만 이들은 향후 건립될 "민주 서사하라"의 이념이 사회주의가 되어야 한다고 주장하고 있다.
1970년대 초, 폴리사리오가 작성한 사흐라위 아랍 민주 공화국의 헌법은 그 당시 아프리카 민족주의자들이 보편적으로 가지고 있던 사회주의 사상을 영향을 받았지만 사흐라위족의 민족주의는 특별한 정치적 이념을 보이지 않았다. 1970년대 말, "사회주의"라는 단어는 헌법에서 삭제되었고 1991년 폴리사리오는 친시장경제적인 모습을 명백히 했다.
폴리사리오는 서서하라의 독립이 이루어진다면 완전해산을 하든가, 그렇지 않으면 정당의 형태로 다당제 국회에 참가할 것이라고 천명한 바 있다.

## 알제리와의 관계
알제리는 1975년 이후 폴리사리오에 무조건적인 지원을 행하고 있다. 알제리는 30년 이상 폴리사리오에 무기, 군사훈련, 자금, 음식 등을 꾸준히 원조하고 있다. 국제관계적인 시각에서 볼 때 알제리는 서사하라 갈등의 시작 당시부터 주된 당사자였으며, 항상 모로코의 반대측에서 개입해 왔다.
폴리사리오의 사령관중 하나인 라비브 아유브는 "총 사령관 모하메드 압델아지즈는 알제리가 선택한 인물로 폴리사리오의 설립자들과는 큰 관련성이 없다" 고 밝힌 바 있다.